# Ikaros fall
Ikaros fall (nederländska: De val van Icarus) eller Landskap med Ikaros fall är en oljemålning som attribueras till den flamländske renässanskonstnären Pieter Bruegel den äldre. Den ingår sedan 1912 i samlingarna på Kungliga museet för sköna konster i Bryssel. Det finns även en mindre version som är utställd på Van Buuren Museum, också i Bryssel.
Målningen var länge ansedd som ett originalmålning av Bruegel själv och vanligtvis daterad till cirka 1558 baserat på motiv och stil. Det har dock alltid funnits oklarheter kring tavlans proveniens och analyser på 1990-talet resulterade i slutsatsen att tavlan sannolikt är en välgjord och samtida kopia av en försvunnet original av Bruegel som är utförd av en okänd konstnär.    
Målningen skildrar en berättelse ur den grekiska mytologin, bland annat återgiven av den romerske skalden Ovidius i hans Metamorphoses. Efter att Ikaros far Daidalos fallit i onåd hos kung Minos fängslades båda i labyrinten på Kreta. Av vax och fjädrar tillverkade då Daidalos vingar åt dem som möjliggjorde att de kunde fly från Kreta. Trots varningar från sin far flög Ikaros högt upp och nära solen vilket ledde till att hans vaxvingar smälte och han störtade till sin död i Egeiska havet. I Bruegels bild syns endast Ikaros ben som sticker upp ur havet nedanför segelskeppet. I förgrunden syns en lantbrukare som plöjer sin mark, en herde som spanar upp mot himlen och en fiskare (längst ner till höger). En viktig skillnad i Van Buuren-versionen är att Daidalos syns flyga i luften och det tycks vara denne som herden spanar på. Myten om Ikaros handlar om övermod och hybris, ett tema som Bruegel även skildrat i den bibliska Babels torn. Ikarosmyten var ett vanligt motiv under renässansen. Bruegel var en viktig influens för konstnären Joos de Momper som målade samma motiv i Landskap med Ikaros fall – en tavla som ingår i Nationalmuseums samlingar.
I bakgrunden breder ett storslaget landskap ut sig med berg, kust och himmel. Under en resa till Italien som Bruegel gjorde 1552–1554  skådade han Alperna som gjorde ett starkt intryck på honom. Motiv med små figurer i förgrunden och ett mäktigt panoramalandskap i bakgrunden, som förekommer i flera Bruegel-målningar, brukar benämnas världslandskap eller med den tyska termen Weltlandschaft(en).

## Bilder

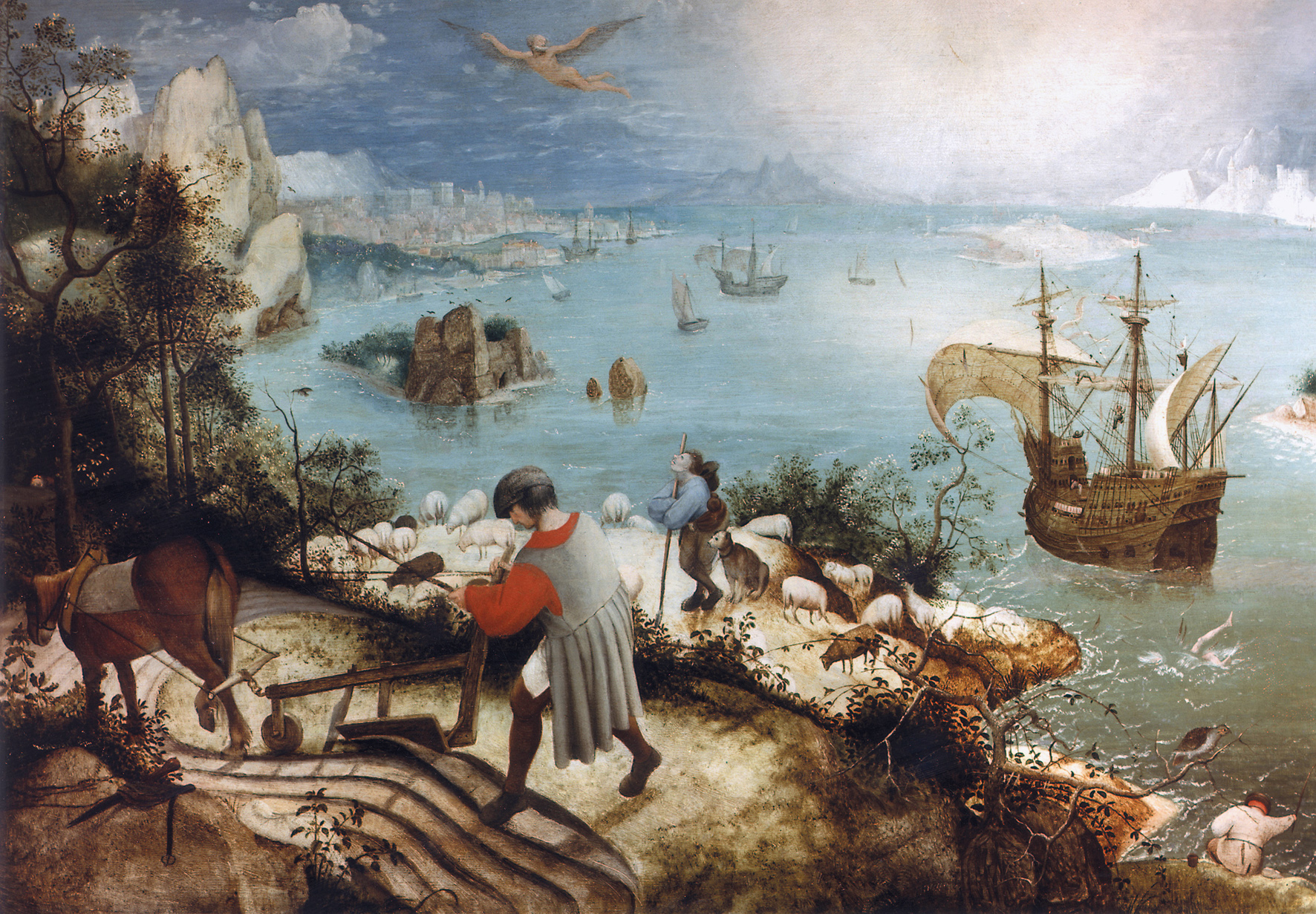
Version på Van Buuren Museum.
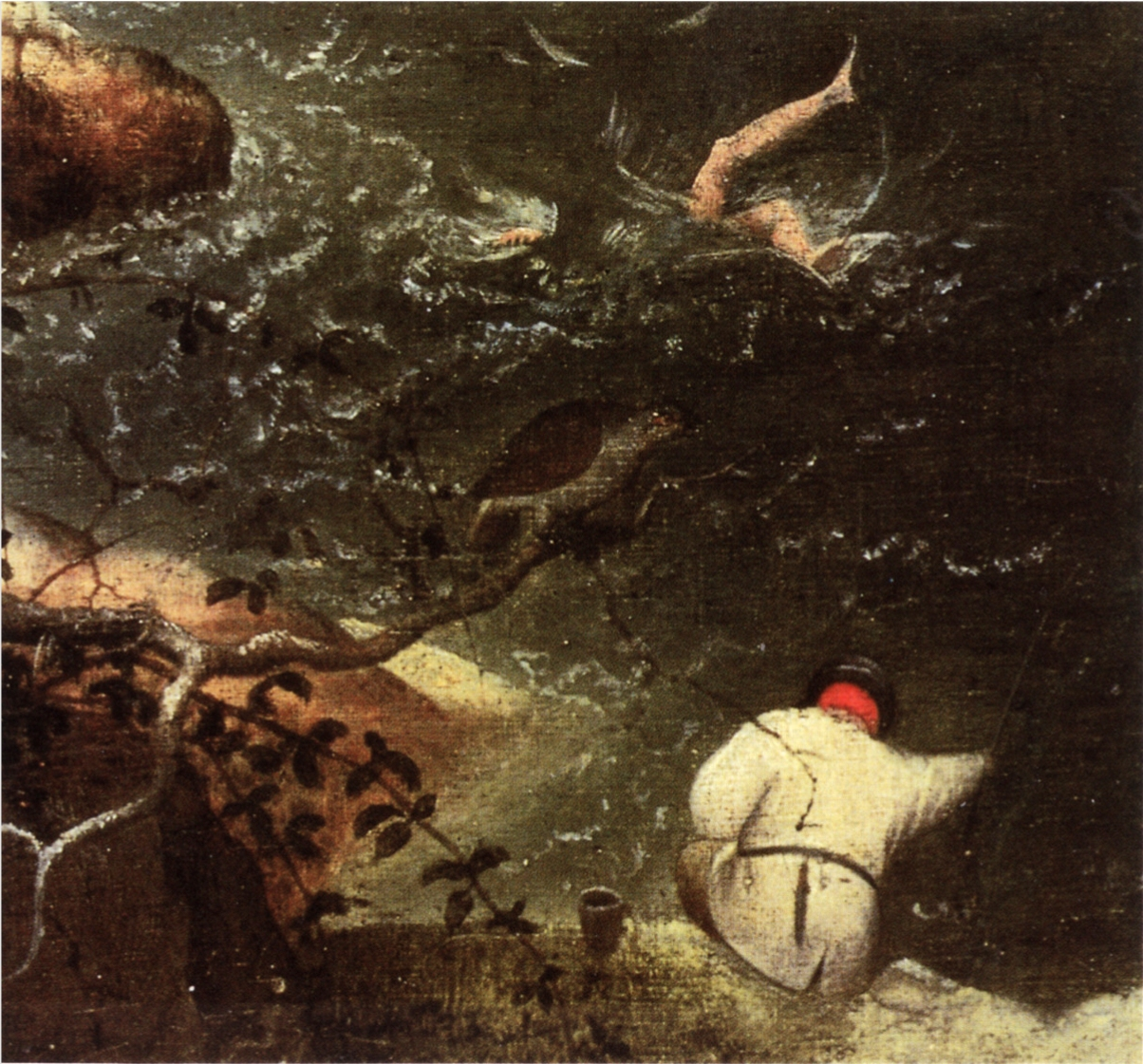
Detalj av Brysselversionen som visar Ikaros ben efter att han störtat i havet och en fiskare på land.
Joos de Mompers Landskap med Ikaros fall från 1620-talet är utställd på Nationalmuseum och har stora likheter med Bruegels version.